# Lomuna nigripuncta
Lomuna nigripuncta là một loài bướm đêm thuộc phân họ Arctiinae, họ Erebidae.